# صدف چروک اوکلند
صدف چروک اوکلند (نام علمی: Crassostrea glomerata) نام یک گونه از تیره چروک‌صدفان است.